# アルフレッド・イーリー・ビーチ
アルフレッド・イーリー・ビーチ（Alfred Ely Beach、1826年9月1日 - 1896年1月1日）はアメリカ合衆国の実業家、発明家。科学雑誌サイエンティフィック・アメリカンの出版やニューヨーク初の空気圧地下鉄の考案などで知られる。

## 略歴

### 生い立ち

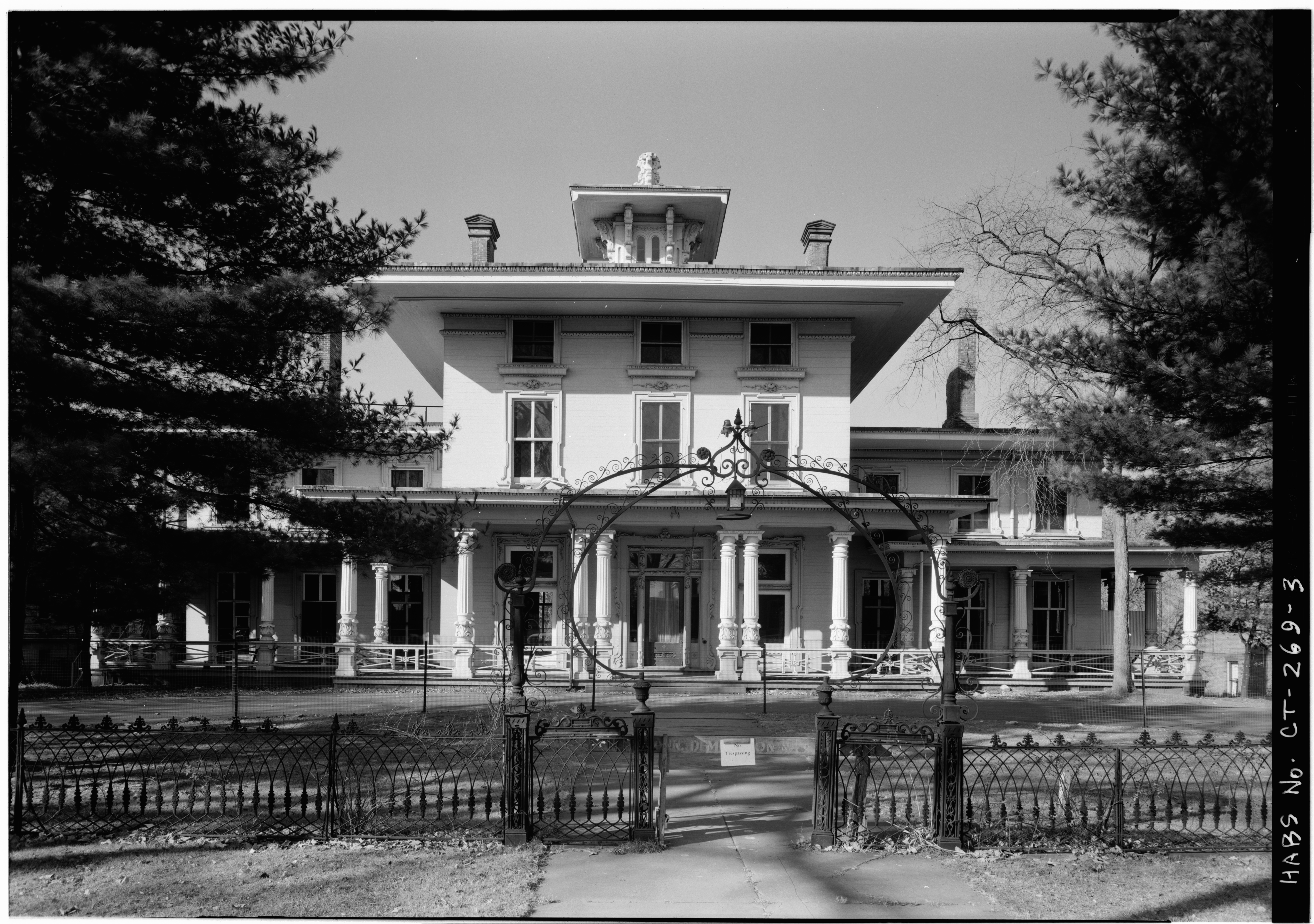
ビーチの生家

1826年、マサチューセッツ州スプリングフィールドで3人兄弟の末っ子として生まれた。父親のモーゼス・イエール・ビーチはアメリカで最も成功した新聞と言われるザ・サンのオーナーで、ニューヨーク市で最も裕福な市民の1人であった。
父親の新聞社で働き22歳で新聞社を引き継ぐが、26歳のとき兄に譲渡した。

### サイエンティフィック・アメリカン
1846年、新聞社に勤めている19歳のときに友人のオーソン・ディサイクス・マンと、創刊されたばかりの科学雑誌「サイエンティフィック・アメリカン」の事業を買い取り出版社の共同経営を始めた。創刊してわずか10ヶ月で定期購読者は200人足らず、事業の購入金額は1,000ドル弱(現在の41,000ドル)という未だ未成熟の雑誌だったが、順調に売り上げを伸ばしていった。
やがてスペイン語、イタリア語、ドイツ語、ロシア語、日本語、中国語などが創刊されるまでに成長し、現在アメリカで最も古くから定期発刊されている雑誌となっている。

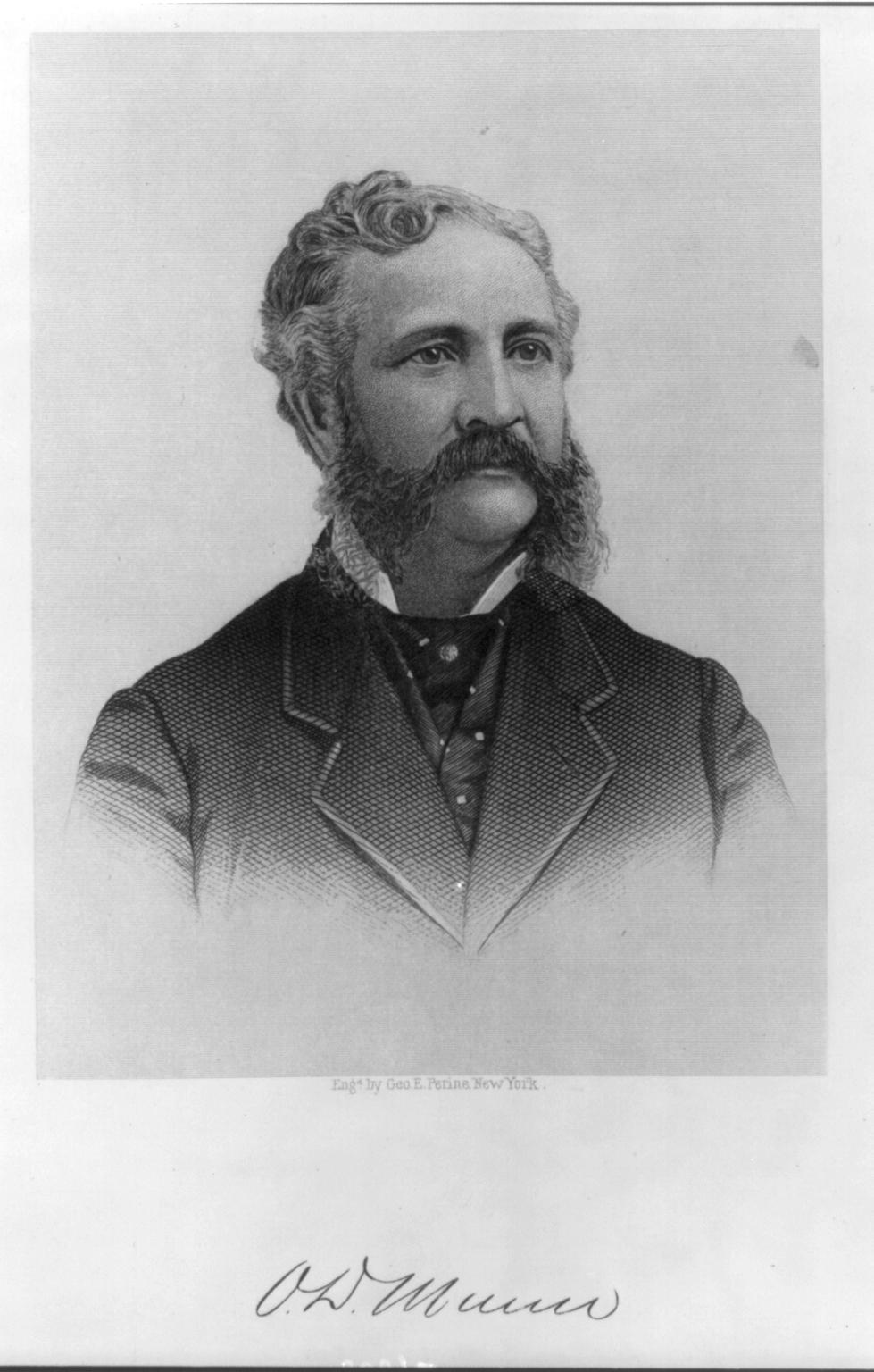
オーソン・D・マン

### 特許事務所の開設

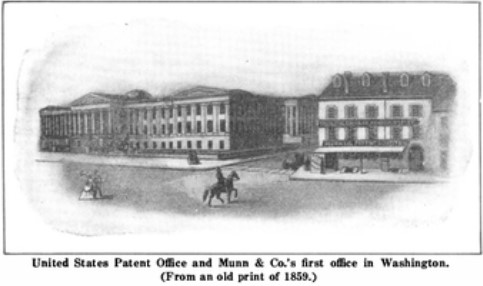
米国特許庁（左）とマン＆カンパニー（右) 1851年頃

マンとビーチは雑誌社を始めるとき、同時に「マン＆カンパニー」(Munn & Co.)という特許事務所を開業した。特許の申請方法や法律に関する情報をサイエンティフィック・アメリカン誌に連載するとたちまち相談客が増え、3年ほどでワシントンD.C.の合衆国特許庁の隣りに支店を開設するまでになった。この時代ニューヨークとワシントンD.C.の往復は片道1日半かかったが、ビーチは2週間おきに行き来した。
最盛期には年間3,000件の特許出願を受け付けるようになり、その中にはグラハム・ベル、サミュエル・モールス、エリアス・ハウ、リチャード J・ガトリング、ジョン・エリクソン、コーネリアス・ヴァンダービルト、ジョン・アスター4世などの著名な人物がいた。
少年時代のトーマス・エジソンはサイエンティフィック・アメリカン誌を買うために毎週数マイル離れた店まで歩いたという。1877年、30歳のエジソンはマン＆カンパニーを訪ね、ビーチの前で初めて「蓄音機」と名付けた発明品を披露した。ビーチは非常に喜んで特許申請に協力し、それ以来エジソンは頻繁にオフィスを訪ねるようになった。
マン＆カンパニーが開業した1846年のアメリカの特許出願数は600件程度だったが、40年後には20,000件に増大した。これは彼らが雑誌で情報を発信し続けた成果であり、アメリカの産業の発展にも貢献した。

## 発明家としての名声
1853年に開催されたニューヨーク万国博覧会に「視覚障害者向けタイプライター」を出展して金賞を受賞し、発明家としても知られるようになった。それまで手作業だった点字をアルファベットを打つのと同時に作成することが可能になり、その後100年に渡って同様の機構を持つタイプライターの原型となった。

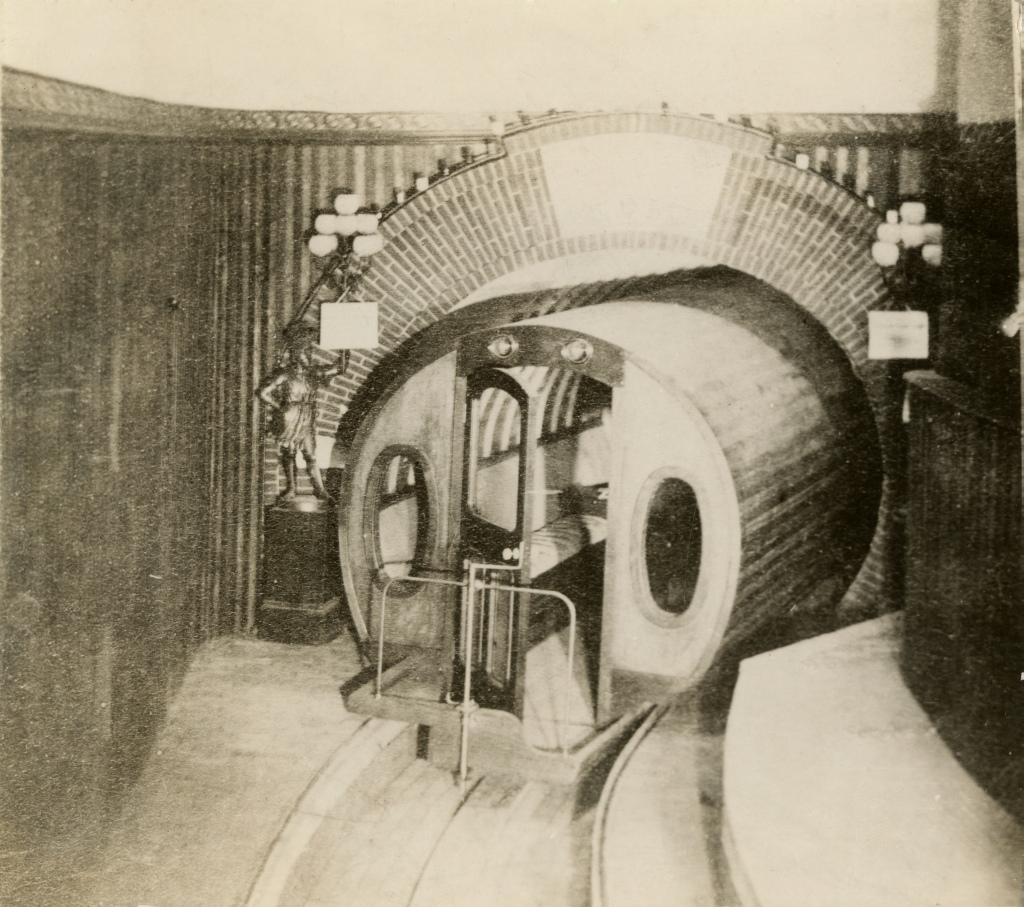
ニューマチック・トランジット

その10年後、気送管を応用した地下交通システム「ビーチ・ニューマチック・トランジット」を考案し、1870年にブロードウェイに長さ90mのトンネルを建設してデモンストレーション走行を行った。この画期的な発明は多くの人々から称賛されるが、ニューヨーク市を支配するトウィード上院議員による政治的な妨害を受け、さらに追い討ちをかけるように1873年恐慌に見舞われて失敗に終わった。

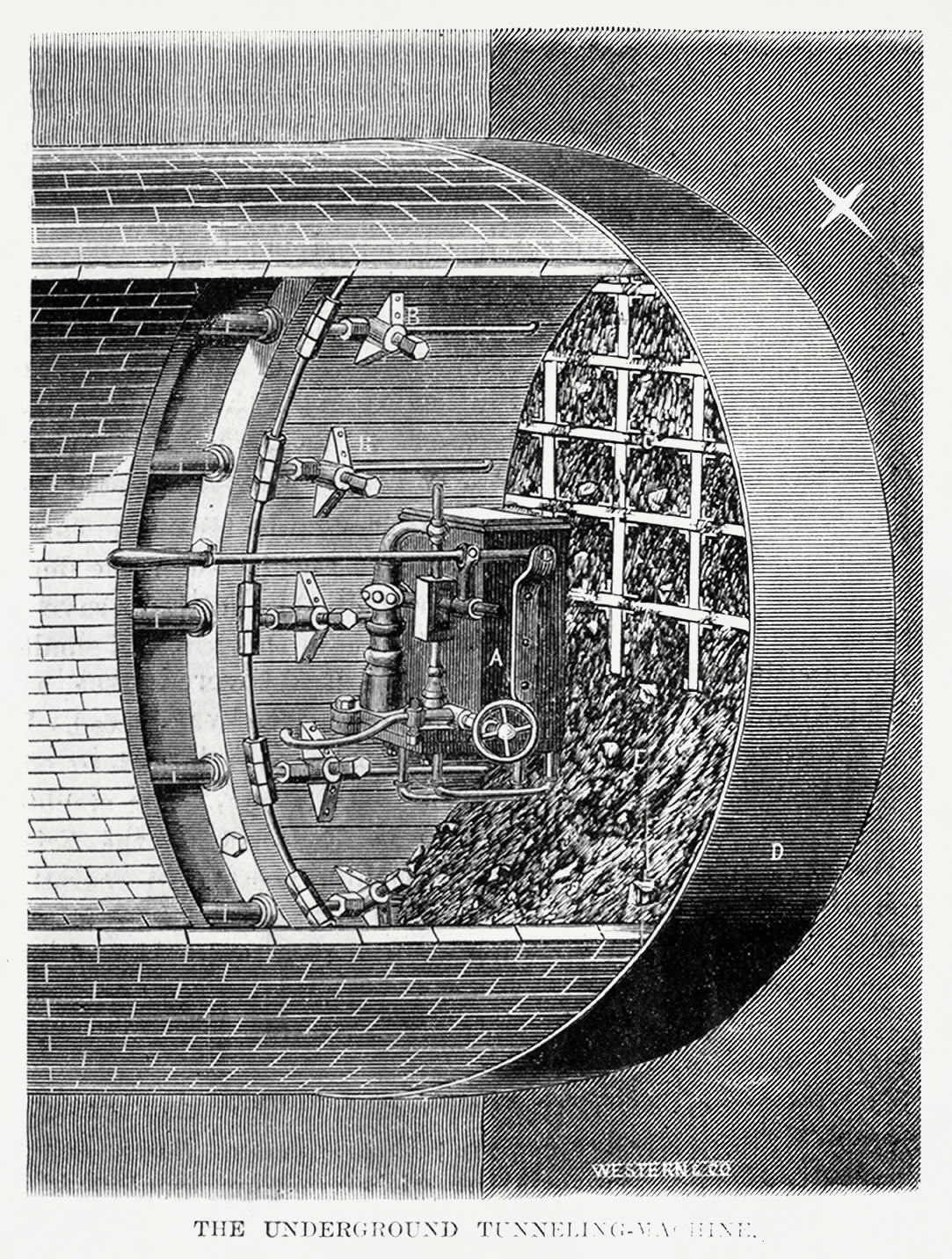
トンネリングシールド

またこのプロジェクトのために「ビーチ・トンネリングシールド」と名付けたトンネル掘削機を開発し、アメリカ初のシールドトンネルを建設した。この掘削機は直径2.7mの筒型をしており、ゆっくりと回転して土を削りながら周囲に取り付けられた18個の油圧シリンダーで壁を煉瓦で補強した。作業員は筒の中で作業するので安全を確保された。
イギリスのジェームズ・グレートヘッドが1864年に同様の装置で特許を取得しているが、ビーチの設計も同じ年だったので共に世界初と言える。ビーチ・トンネリングシールドは進化し、カナダのグランドトランク鉄道、ミシガン州ポートヒューロンとオンタリオ州サーニアを結ぶセントクレア川の下を通るセントクレアトンネル、ニューヨークのノースリバートンネルの工事などにも使われた。
ニューマチック・トランジット計画が失敗に終わったあと、彼はアメリカで最初の郵便気送管の実験を行なった。

## 人柄
小柄で性格は穏やかだったという。規則正しい生活と運動を心掛け滅多に病気をしなかった。一か所に落ち着いていることがなく、ほとんど休みを取らずに常に複数の仕事を同時に進めていた。少しでも無駄な時間を作らないようにと1週間前から服や食事や出勤時間を決めておいた。唯一の息抜きは音楽とオペラの鑑賞だった。
また、敬虔な信仰心と奉仕の精神を持つ人物でもあった。1850年頃に盲目の人たちの役に立とうと、従来のタイプライターと同じように点字の文章を作成できるタイプライターを発明した。
南北戦争中に連邦政府を支援するために結成されたユニオン・リーグに所属し、リンカーン大統領の政策を支持した。1865年にジョージア州サバンナに奴隷から開放されたアフリカ系アメリカ人に無償で教育をする学校を作ることになったとき、建設費の13,000ドル（現在の26万ドル）を寄付した。彼の名にちなんでビーチ・インスティテュート（Beach Institute African-American Cultural Center）と名付けられ、現在はビーチ・ハイスクールとなって存続している。

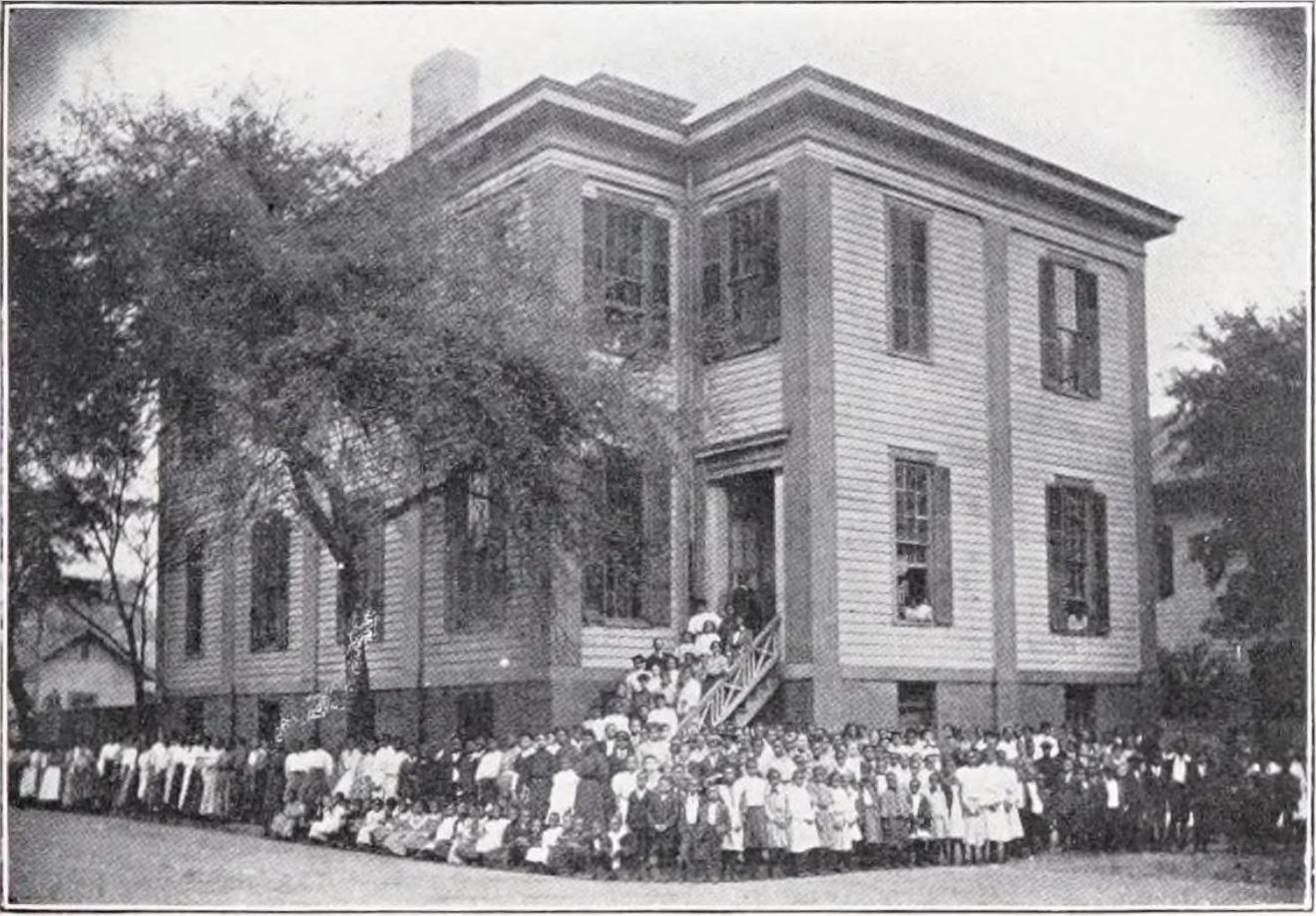
ビーチ・インスティテュート（1910年撮影）

彼が考案した地下交通システム「ビーチ・ニューマチック・トランジット」も、馬車や蒸気自動車で溢れかえる悪夢のような交通渋滞から人々を開放したいという思いからだった。3年間のテスト走行の収益は約30万ドル（現在の720万ドル）にもなったが、全てを南北戦争の孤児のための慈善団体に寄付した。
ニューマチック・トランジットが失敗に終わり、すっかり自信を失った彼は発明への意欲も失ってしまった。久しぶりに会った友人たちも以前のような機知に富んだ会話や鋭い観察力がなくなったと語っている。だがこれまで以上に温和になり、特許事務所を訪れる若い発明家たちには優しくアドバイスしたという。

## 死去
1896年1月1日に肺炎で亡くなった。69歳だった。ニューヨークタイムズ紙が小さく死亡記事が載っただけでほとんど注目されなかった。父親の出身地であるコネチカット州ストラトフォードのユニオン・セメタリーに埋葬された。BMTシティホール駅にはビーチを称える小さな銘板が設置されている。